# Mouinatéou
Le Mouinatéou est une  rivière du sud de la France c'est un affluent du Ballion sous-affluent du Ciron donc un sous-affluent de la Garonne.

## Géographie
De 11,4 km de longueur, le Mouinatéou est une rivière qui prend sa source dans les Landes de Gascogne sur la commune de Cazalis dans la Gironde et se jette dans le Ballion en rive droite sur la commune de Bourideys.

## Département et communes traversés
- Gironde : Préchac, Cazalis, Bourideys, Saint-Léger-de-Balson.

## Affluent
Le Mouinatéou n'a aucun affluent répertorié.